# Prajna
Prajna ou Prajñā é um termo sânscrito que significa sabedoria. Existem similares em outras línguas que são Paññā em páli, shes rab em tibetano e bōrĕ/bānruò (般若) em chinês.
Prajñā é a sabedoria que extingue as aflições e traz a iluminação advindo da meditação sobre o princípio Universal. O mais elevado conhecimento, o conhecimento direto da realidade através do intuicional ou da precisão cognitiva. Que não está baseado nos sentidos nem na lógica. Diferenciando-se do jnana, que é aquele conhecimento obtido através dos órgãos da percepção e do raciocínio.
Em  Sikkha suttas de Anguttara Nikaya (AN 3:88 and 3:89) paññā é identificado por Buda como parte do Treinamento que leva a libertação. Isto é descrito como o entendimento das Quatro  Nobres Verdades.  
A Prajñā-pāramitā Sutras (sabedoria da perfeição), tais como a Sutra do Coração, descreve o prajna como a suprema, maior, incomparável, sem equivalente, e intransponível. Isto significa, para aqueles que foram iluminados, o caminho para o nirvana, e a revelação da verdadeira natureza de todas as coisas. Prajñā é também listada como a sexta das seis paramitas.
O inicio do Sutra do Coração inclui a frase "...fazendo Prajñā..." indicando que prajñā é também uma atividade bem como um resultado, uma  qualidade ou um estado. Como atividade, prajñā pode ser descrito como uma "entase sem escolha" onde "sem escolha" significa um resultado auto aceitável enquanto está se desenvolvendo, seguidos por um entase mais avançado. Na história do Budismo Zen, o Sexto Patriarca Hui-neng (d. 713) enfatizou a pratica de prajñā em contraponto ao estilo silencioso e auto-concentrado de meditação que eram usados correntemente. Assim agindo, ele enfatiza ações dinâmicas e envolvimento humano como essenciais à pratica do Zen. 